# 초월적 관념론
초월적 관념론(超越的觀念論, transcendental idealism), 초월론적 철학(超越論的哲學, transzendentale Philosophie), 선험적 관념론(先驗的觀念論)은 18세기 독일의 철학자 이마누엘 칸트가 설립한 이론이다.

## 배경
초월적 관념론이 독일철학에 극적으로 영향을 주었지만 이 개념을 정확히 어떻게 해석할 것인지는 20세기 철학자들 가운데 논란의 주제였다. 칸트는 그의 《순수이성비판》에서 이를 처음으로 기술하면서 실재론과 관념론에 대한 그의 관점과 동시대적 관점을 구별하였으나 철학자들은 칸트가 이 상태들 각각을 어떻게 다르게 보는지에 대해 동의하지 않았다.
초월적 관념론은 칸트의 《형이상학 서설》을 토대로 형식주의적 관념론(formalistic idealism)과 관련되었다. 또, 초월적 관념론은 독일의 철학자들 피히테, 셸링, 쇼펜하우어에 의해 레이블로 채택되었으며 20세기 초에는 후설이 노블 형식의 초월적 현상론적 관념을 채택하였다.

## 같이 보기
- 순수이성비판
- 초월
- 실천이성비판
- 판단력비판